# Banī Khalaf
Banī Khalaf (persiska: بنی خلف, Banū Khalaf) är en ort i Iran.   Den ligger i provinsen Västazarbaijan, i den nordvästra delen av landet, 500 km väster om huvudstaden Teheran. Banī Khalaf ligger 1 519 meter över havet och antalet invånare är 394.
Terrängen runt Banī Khalaf är kuperad. Runt Banī Khalaf är det ganska tätbefolkat, med 80 invånare per kvadratkilometer. Närmaste större samhälle är Ālvātān, 19,8 km norr om Banī Khalaf. Trakten runt Banī Khalaf består i huvudsak av gräsmarker.